# Kilgoris
Kilgoris – miasto w zachodniej Kenii, w hrabstwie Narok, w pobliżu Masai Mara. Liczy 70 475 mieszkańców (2019).